# Keisaku

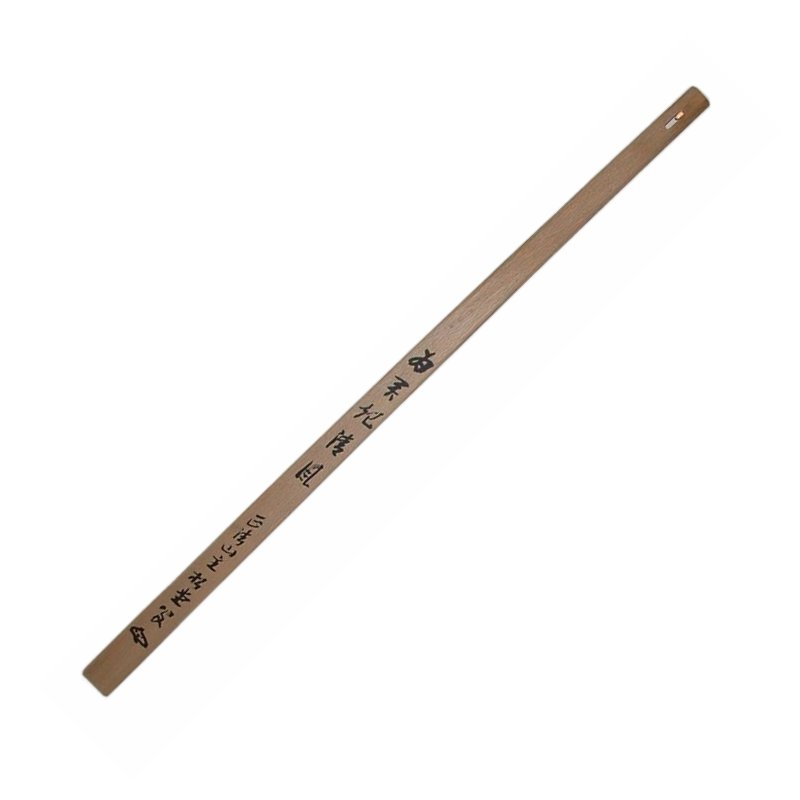
Un keisaku amb cal·ligrafia.

En budisme zen, un  keisaku  (警策) o  kyosaku  ('vara d'alarma' o 'estimulant') és una vara plana de fusta utilitzada pel mestre del soto durant els períodes de meditació per evitar l'endormiscament o lapsus de concentració.
S'utilitza una sèrie de cops suaus a l'esquena i espatlles de qui medita, a la zona muscular entre els ossos i la columna vertebral. El keisaku és bastant fi i una mica flexible i els cops que dona no fan mal. L'impacte, juntament amb el seu so agut, es considera estimulant.
En el soto zen, el kyosaku es fa servir a petició de qui medita, que arqueja el cap i fa el senyal de gassho amb les mans exposant després cada espatlla per rebre els cops.
En el zen rinzai, la vara es demana de la mateixa manera, però pot ser també utilitzada a discreció per l'ino, la persona encarregada d'aquesta tasca a la sala. Fins i tot en aquests casos no es considera un càstig sinó un revigoritzant per a qui medita que pot estar cansat de tantes sessions de zazen.